# Euphorbia neogossweileri
Euphorbia neogossweileri är en törelväxtart som beskrevs av Peter Vincent Bruyns. Euphorbia neogossweileri ingår i släktet törlar, och familjen törelväxter.
Artens utbredningsområde är Angola. Inga underarter finns listade i Catalogue of Life.